# Pseudopoecilia austrocolumbiana
Pseudopoecilia austrocolumbiana és una espècie de peix de la família dels pecílids i de l'ordre dels ciprinodontiformes.

## Morfologia
Els mascles poden assolir els 2 cm de longitud total.

## Distribució geogràfica
Es troba a Sud-amèrica: Colòmbia.